# Nițchidorf
Nițchidorf est une commune de Roumanie, située dans le județ de Timiș.

## Démographie
Lors du recensement de 2011, 88,77 % de la population se déclarent roumains, 3,21 % ukrainiens, 1,7 % hongrois et 1,37 % allemands (4,39 % ne déclarent pas d'appartenance ethnique et 0,52 % déclarent appartenir à une autre ethnie).

## Politique
| Parti | Parti                                                 | Sièges |
| ----- | ----------------------------------------------------- | ------ |
|       | Parti social-démocrate (PSD)                          | 5      |
|       | Union nationale pour le progrès de la Roumanie (UNPR) | 4      |
|       | Parti national libéral (PNL)                          | 1      |
|       | Alliance des libéraux et démocrates (ALDE)            | 1      |